# 17892 Morecambewise
17892 Morecambewise este un asteroid din centura principală de asteroizi.

## Descriere
17892 Morecambewise este un asteroid din centura principală de asteroizi. A fost descoperit pe 15 martie 1999 la Reedy Creek de John Broughton. Asteroidul prezintă o orbită caracterizată de o semiaxă mare de 2,25 ua, o excentricitate de 0,08 și o înclinație de 3,8° în raport cu ecliptica.